# Estación La Porteña
La Porteña es una estación ferroviaria del Ferrocarril Domingo Faustino Sarmiento de la Red Ferroviaria Argentina, en el ramal que une las estaciones de Pehuajó y Tres Lomas.

## Ubicación
Se encuentra en las áreas rurales del Partido de Trenque Lauquen, provincia de Buenos Aires, Argentina.

## Servicios
No presta servicios de pasajeros.
Sus vías están concesionadas a la empresa de cargas FerroExpreso Pampeano S.A., por las que transitan trenes de cargas.